# Супутники Святого Миколая

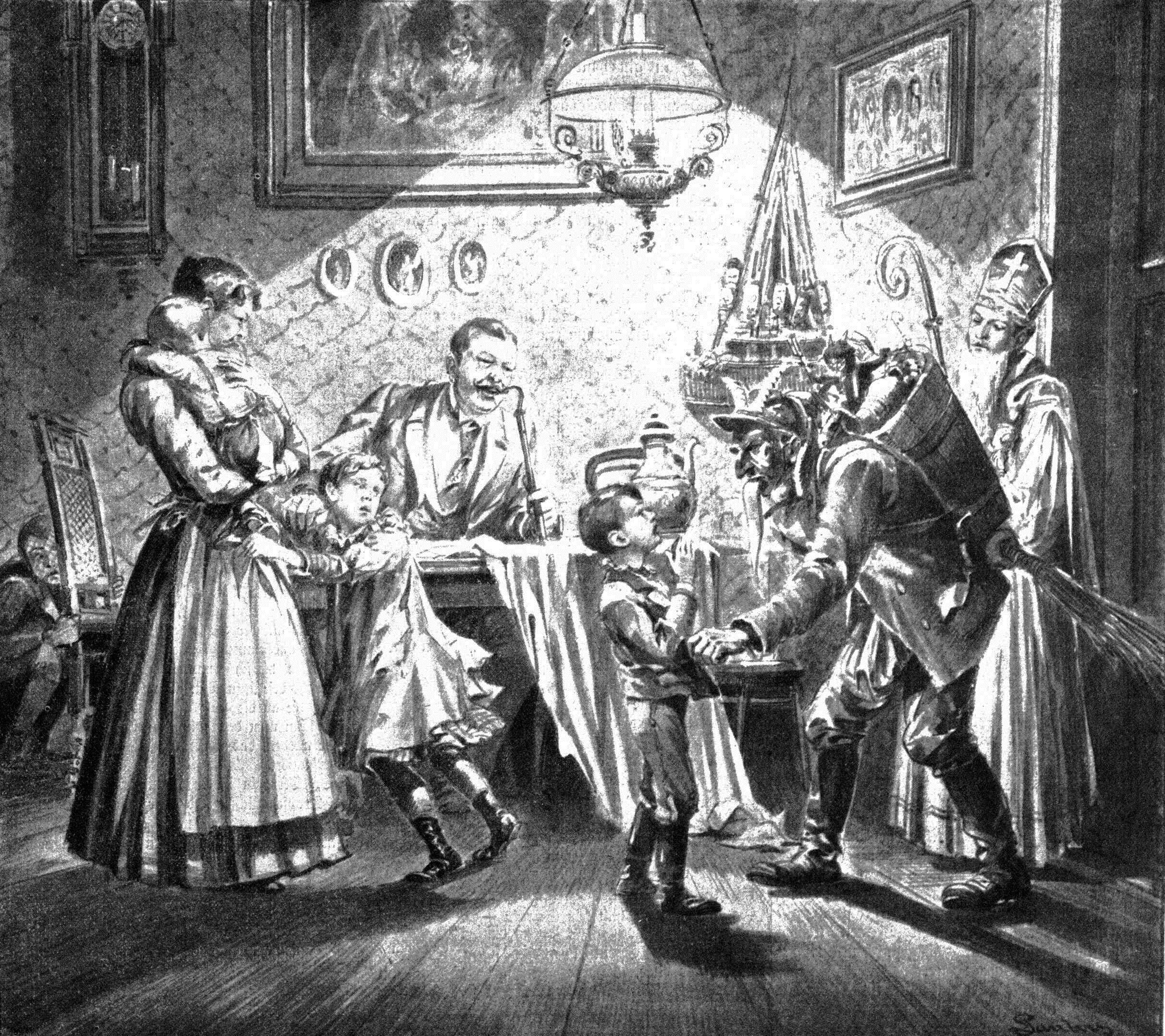
Святий Миколай і Крампус відвідують віденський будинок (ілюстрація 1896 року).

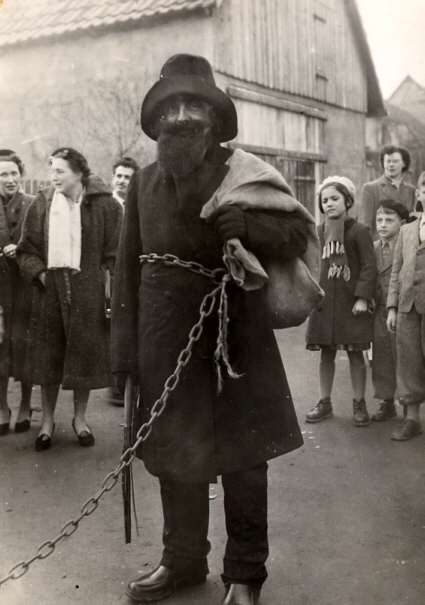
Персонаж Ганс Трапп на світлині 1953 року, зробленій у Вінценгаймі, Ельзас. BAUSTELLE STRASSE

Супутники Святого Миколая — це група тісно пов’язаних фольклорних персонажів, які супроводжують Святого Миколая на територіях, які раніше входили до Священної Римської імперії, або до країн, на які вона мала культурний вплив. Ці персонажі контрастують доброзичливому рознощику різдвяних подарунків, погрожуючи побити чи викрасти неслухняних дітей. Якоб Ґрімм (Deutsche Mythologie) пов’язував цього персонажа з дохристиянським домашнім духом (кобольд, ельф), який міг бути доброзичливим або злим, але чию пустотливу сторону підкреслено після християнізації. Асоціація того, хто приносить різдвяні подарунки, з ельфами має паралелі в англійському та скандинавському фольклорі, і, зрештою, віддалено пов’язана з різдвяним ельфом у сучасному американському фольклорі.
До «темних» або загрозливих супутників належать: Кнехт Рупрехт у Німеччині, Крампус у Австрії, Баварії, Паркель у Словенії, Фріулі, Хорватії, Угорщині (пишеться Крампуш); Клаубауф у Баварії, Австрії; Бартель у Штирії; Пельзебок; Бефана; Пельцнікель; Белцніґґл; Белцнікель у Пфальці (а також у Пенсільванії, завдяки впливу пенсільванських голландців); Шмуцлі у Швейцарії; Румпельклас; Белзевул; Ганс Муфф; Драпп; Бузеберг в Аугсбурзі.
Відповідну фігуру в Нідерландах і Фландрії називають Чорний Піт, а в швейцарському фольклорі — Шмуцлі (шмуц означає бруд). У Чехії святого Миколая або святого Мікулаша супроводжують čert (диявол) і anděl (ангел). У Франції супутника Святого Миколая називають Руббельс у німецькомовній Лотарингії, Ганстрап в Ельзасі, на сході Франції  та Пер Фуеттар у Валонії, Північній та Східній Франції).

## Вигляд
Як часто свідчать зимові вірші й казки, супутники мндрують зі Святим Миколаєм, несучи з собою прутик (іноді палицю, а нині часто віник) і мішок. Іноді вони одягнені в чорне лахміття, з чорним обличчям і неслухняним чорним волоссям. На багатьох сучасних зображеннях супутники виглядають як темні, зловісні або простакуваті версії самого Миколая, у подібному костюмі, але з темнішою колірною гамою.

### Кнехт Рупрехт

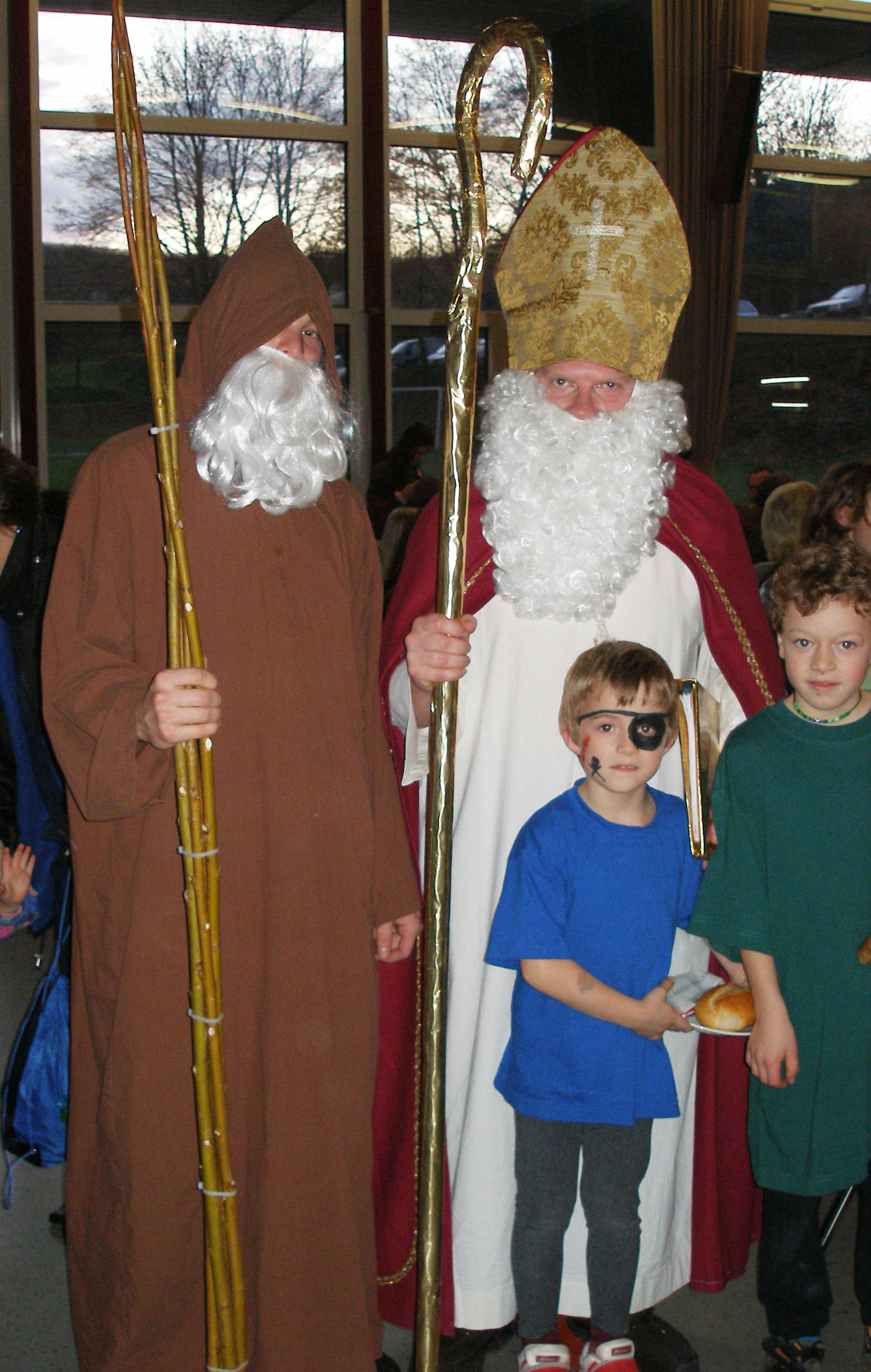
Кнехт Рупрехт (ліворуч) і Святий Миколай

У фольклорі Німеччини Кнехт Рупрехт, що перекладається як «Хлібороб Руперт» або «Слуга Руперт», є, можливо, найвідомішим супутником Святого Миколая. Традиція стверджує, що це був чоловік з довгою бородою, одягнений у хутро або покритий гороховою соломою. Кнехт Рупрехт іноді носив довгий посох і мішок з попелом, а на одязі — маленькі дзвіночки. 
За традицією Кнехт Рупрехт запитує дітей, чи знають вони молитви. Якщо так, вони отримують яблука, горіхи та пряники. Якщо ж ні, він б'є дітей своїм мішком з попелом. В інших (імовірно, сучасніших) версіях оповіді Кнехт Рупрехт дарує неслухняним дітям замість подарунків грудки вугілля, палиці та каміння, а хороші діти отримують солодощі від Святого Миколая. Він також відомий тим, що кладе неслухняним дітям у черевики хворостину замість цукерок, фруктів і горіхів.
Рупрехтом у Німеччині називали диявола, і Грімм стверджує, що «Робін — це той самий домашній дух, якого ми в Німеччині називаємо Кнехтом Рупрехтом і показуємо дітям на Різдво...". Кнехт Рупрехт уперше з'являється в письмових джерелах XVII століття як фігура в нюрнберзькій різдвяній процесії.
За словами Олександра Тілле, Кнехт Рупрехт являв собою архетип слуги, «і має рівно стільки ж індивідуальності соціального рангу і так само мало особистої індивідуальності, як Юнкер Ганнс і Бауер Мішель, персонажі, що представляють сільське дворянство та селянство відповідно». Тілле також стверджує, що Кнехт Рупрехт спочатку не мав жодного стосунку до Різдва.
Через дитячу травму Рупрехт іноді накульгує. Часто його чорний одяг і брудне обличчя пояснюють сажею, яку він збирає, спускаючись у димарі. Згідно з деякими традиціями, дітей викликали до дверей, де вони мали, наприклад, затанцювати або заспівати пісню, щоб переконати Санту та Рупрехта, що вони справді хороші діти. Тих, хто впорався погано, слуга Рупрехт бив, а тим, хто впорався добре, давали подарунок або частування. Тих, хто поводився погано результати або вчинив інші бешкети протягом року, клали в мішок Рупрехта і відвозили до дому Рупрехта в Шварцвальді, щоб пізніше з'їсти або кинути в річку. В інших версіях діти сплять і, прокинувшись, бачать, що їхні черевики наповнено цукерками, вугіллям або, іноді, там лежить палиця.

### Крампус

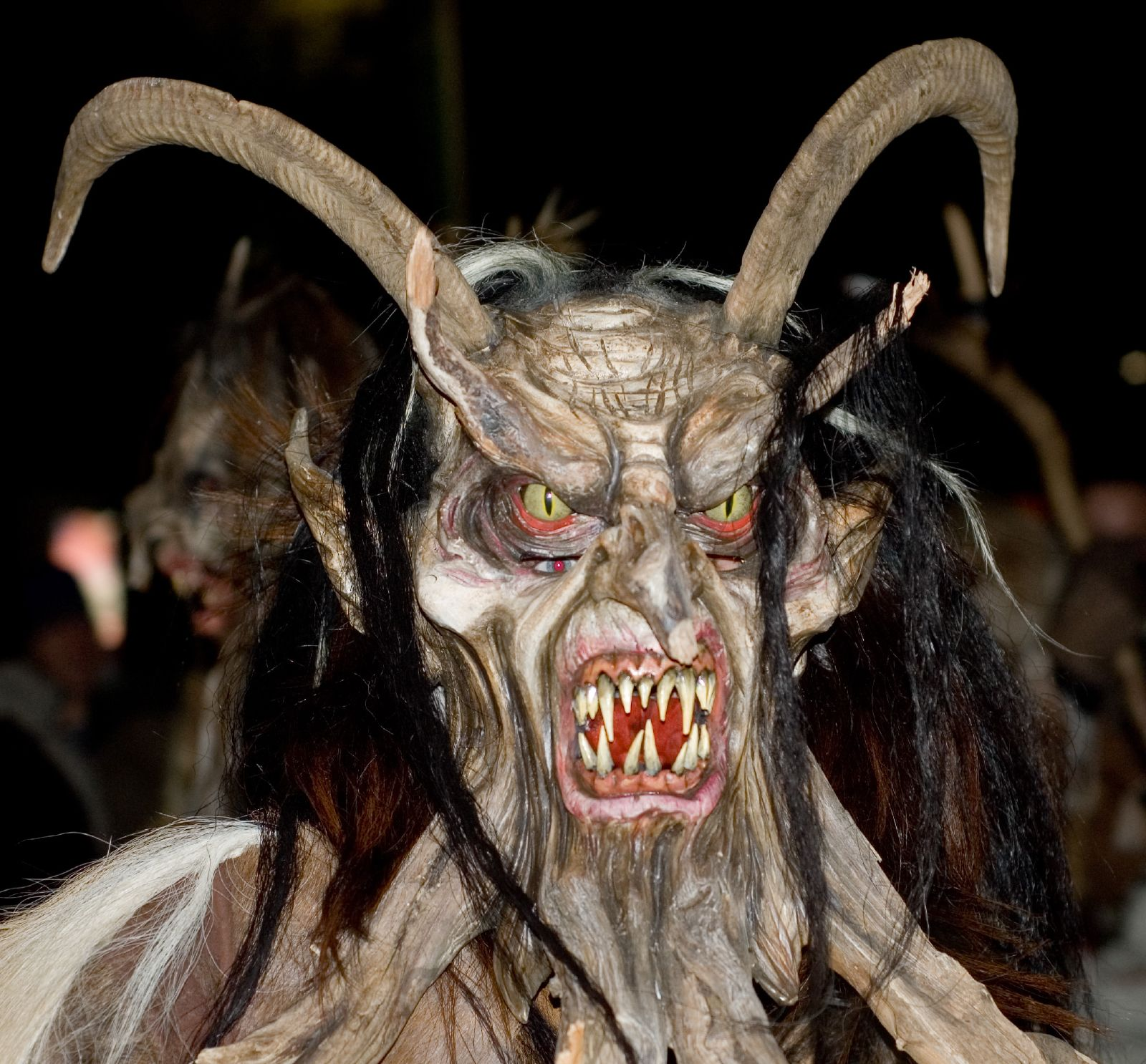
Сучасний Крампус у Перхтенлауфі в Клагенфурті (2006)

Крампус — жахлива фігура, яка зустрічається в деяких частинах Австрії, Баварії, Південного Тіролю, Словенії та Хорватії, імовірно, походить від дохристиянських альпійських традицій. У Тіролі його ще називають «Тюйфль».
День Святого Миколая відзначають у деяких країнах Європи 6 грудня. Напередодні ввечері (Krampusnacht), на вулицях з'являється злий волохатий диявол. Він іноді супроводжує Святого Миколая. Однак Крампус іноді ходить сам, відвідуючи будинки та установи. Святий Миколай роздає подарунки, а Крампус приносить вугілля та пучки березових гілок.
Європейці обмінюються вітальними листівками із зображенням Крампуса (Krampuskarten), починаючи від 1800-х років. Крампуслауф (Krampuslauf) — це популярний донині забіг учасників свята, одягнених у звірів, багато учасників п’ють шнапс. Понад 1200 «Крампусів» збираються в Шладмінгу (Штирія), з усієї Австрії, одягнені в костюми з козячої шерсті та різьблені маски, несучи пучки палиць, які використовують як лозини, і розмахують дзвіночками, щоб попередити про наближення. Протягом останніх кількох десятиліть паради сільських крампусів проходили без Святого Миколая протягом кінця листопада та початку грудня.
2011 року Національне громадське радіо допомогло прорекламувати проведення Крампуслауфу ентузіастами Крампуса у Філадельфії.

### Белцнікель

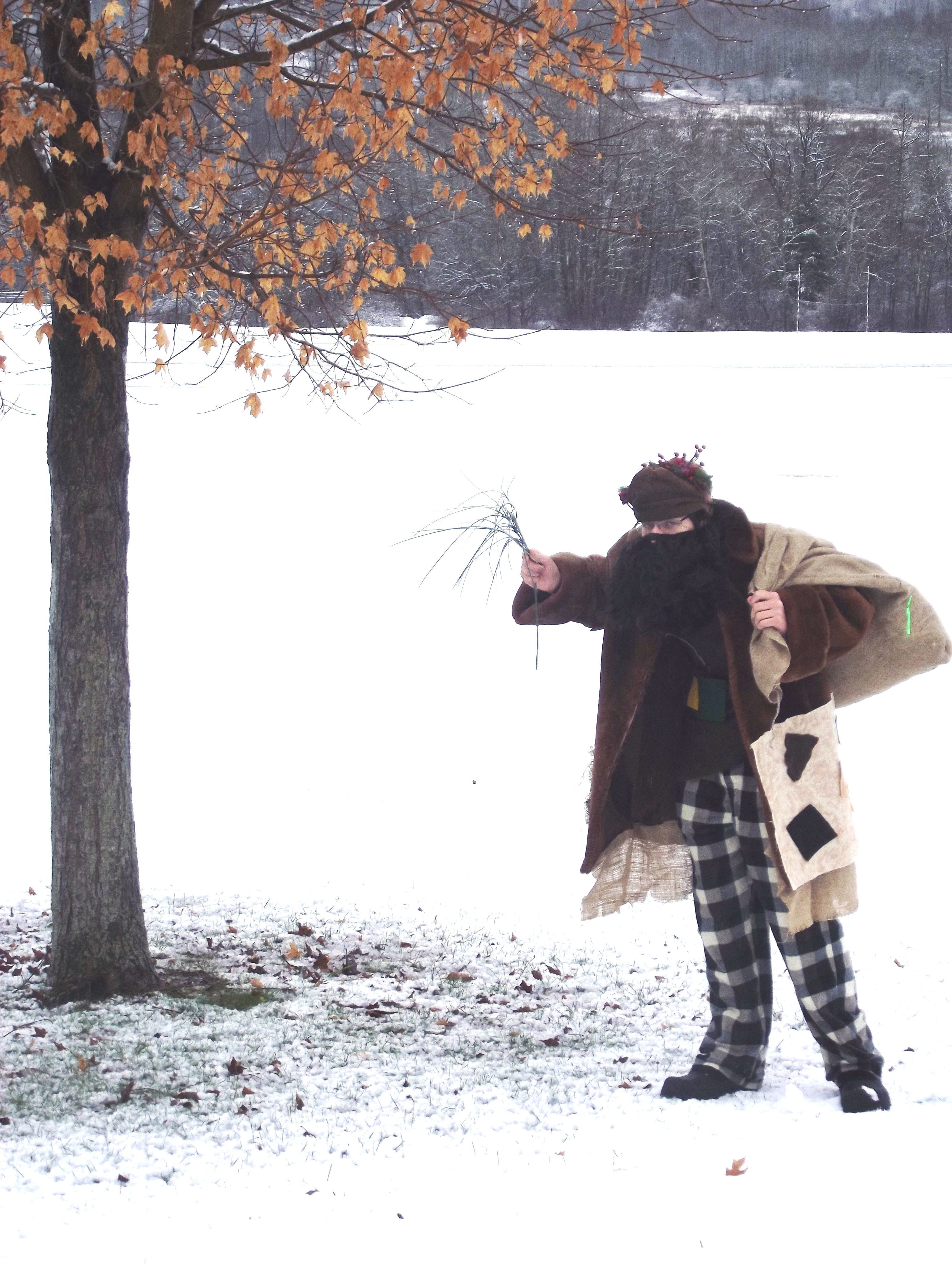
Сучасний Белцнікель прямує лякати дітей у своєму мандрівному вбранні (грудень 2012 року)

Белцнікель — супутник Святого Миколая у Пфальці (Німеччина). Це людина, одягнена в хутро, яке покриває все його тіло, і іноді носить маску з довгим язиком. Це досить страшна істота, яка відвідує дітей на Різдво і приносить шкарпетки або черевики, повні цукерок, але якщо діти поводились погано, вони знаходять у панчохах вугілля.
У деяких частинах США у XIX столітті протягом деякого часу серед іммігрантів зберігалася традиція Pelznickel, принаймні на заході аж до штату Індіана. Нині збереглися залишки цієї традиції, відомої як Belsnikel, особливо в Пенсільванії.
Розповідь про Белцнікля (Beltznickle) у XIX столітті в окрузі Аллегані (Меріленд), можна знайти в збірці есе Джейкоба Брауна «Brown's Miscellaneous Writings» (нар. 1824). Пишучи про період близько 1830 року, Браун каже, що «ми не чули про Санта-Клауса». Натомість традиція передбачала відвідини зовсім іншого персонажа:
Він був відомий як Кріскінкль, Белцнікль, а іноді як Різдвяна жінка. Діти тоді не тільки побачили таємничу людину, а й відчули її, а точніше, смуги на спині від її різки. Щорічний відвідувач з’являвся за кілька годин після настання темряви, ретельно замаскований, особливо обличчя, яке іноді було вкрите жахливо потворною маскою – зазвичай носив жіночий одяг – звідси й назва Різдвяна жінка – іноді це була справді жінка, але з чоловічою силою і вчинками. Він або вона мали великий мішок на плечах, наповнений тістечками, горіхами та фруктами, і довгу ліщинову різку, яка була талісманом, на зразок жала. Він розкидав ласощі по підлозі, і тоді починалася бійка зраділих дітей, а іншою рукою бив різкою по спинах схвильованих дітей – які не показували страху, але якби це було батьківське покарання, вони б кричали й утікали.
.Оригінальний текст (англ.)
He was known as Kriskinkle, Beltznickle and sometimes as the Xmas woman.  Children then not only saw the mysterious person, but felt him or rather his stripes upon their backs with his switch.  The annual visitor would make his appearance some hours after dark, thoroughly disguised, especially the face, which would sometimes be covered with a hideously ugly phiz – generally wore a female garb – hence the name Christmas woman – sometimes it would be a veritable woman but with masculine force and action.  He or she would be equipped with an ample sack about the shoulders filled with cakes, nuts, and fruits, and a long hazel switch which was supposed to have some kind of a charm in it as well as a sting.  One would scatter the goodies upon the floor, and then the scramble would begin by the delighted children, and the other hand would ply the switch upon the backs of the excited youngsters – who would not show a wince, but had it been parental discipline there would have been screams to reach a long distance.
На південному узбережжі Нової Шотландії (Канада), існує різдвяна традиція, відома як Belsnicling, коли, подібно до колядування, люди ходять від дому до дому в межах громади, одягнені в багатошаровий одяг і з шарфами на обличчі, щоб приховати обличчя. Потім цим людям дають їжу та напої (зазвичай ром або яєчний ег-ног), доки не вгадають хто це, а потім вони йдуть до наступного будинку.

### Чорний Піт

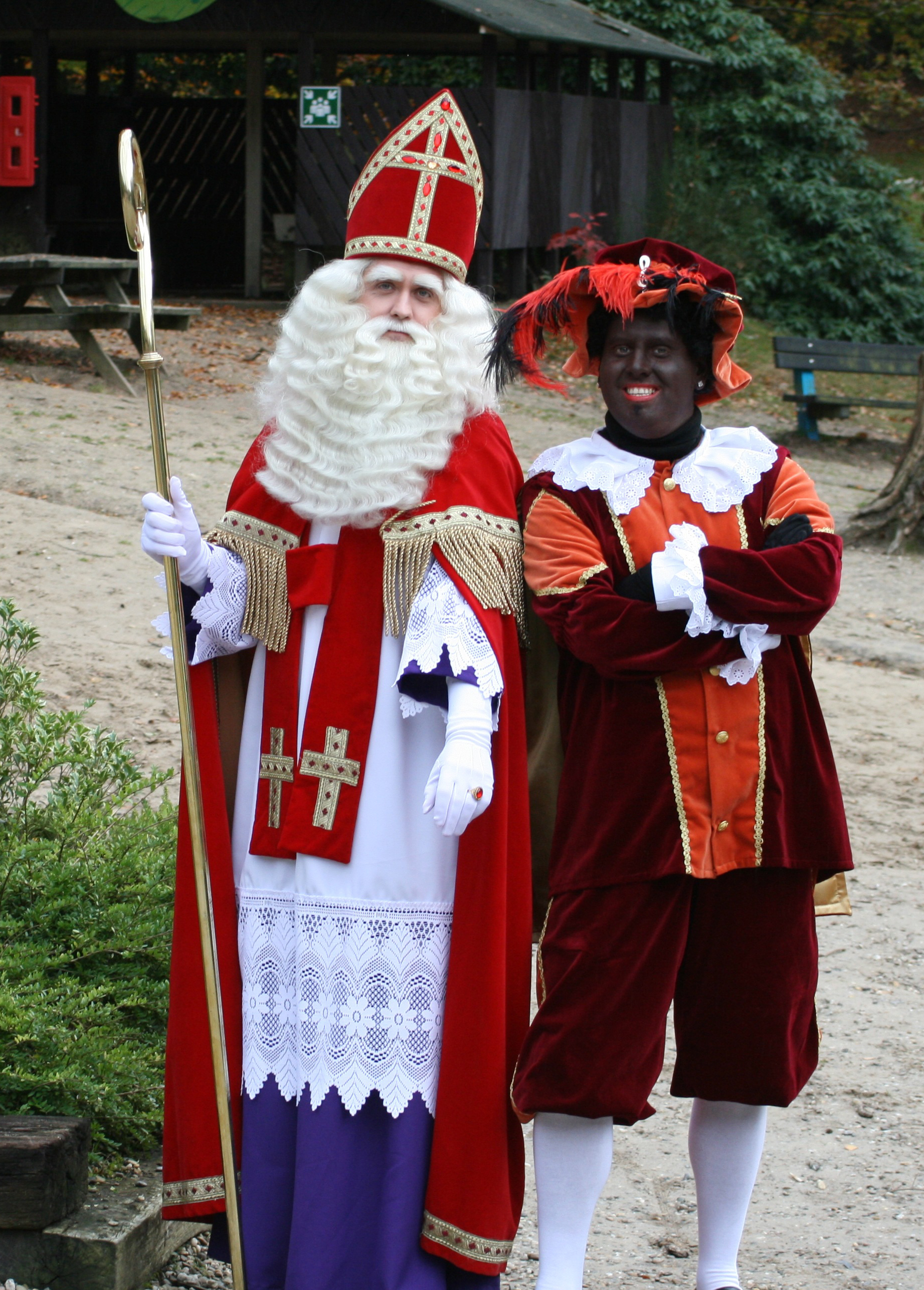
Сінтерклаас і Чорний Піт

Чорний Піт (англ. Black Peter або Black Pete, фр. Père-Fouettard) — супутник Святого Миколая (нід. Sinterklaas) у фольклорі Пониззя. Нещодавно ім’я персонажа змінено на Roetveeg Piet, що буквально перекладається як «Піт-сажотрус», має лише смуги чорного макіяжу, щоб зробити його менш образливим. Персонаж вперше з'явився в його нинішньому вигляді в книзі Яна Шенкмана 1850 року і зазвичай зображується як чорний амур. За традицією його вважають чорним, оскільки він є мавром з Іспанії. Учасники, які зображують Чорного Піта, зазвичай носять чорний макіяж, фарбуючи обличчя в чорний колір, наносять надмірно червону помаду та надягають «кучеряву» перуку, а також барвисте вбрання епохи Відродження та золоті сережки. Цей персонаж знову став предметом суперечок, особливо в Нідерландах, через його зовнішню культурну та етнічну нечутливість. Історично Чорного Піта називають слугою, а не супутником.
Як і Кнехт Рупрехт, він традиційно карав погано вихованих дітей, б’ючи їх березовою палицею або навіть відвозячи їх до Іспанії в своєму мішку (в якому спочатку були подарунки для хороших дітей). Однак у XX столітті ці покарання скасовано, і Чорний Піт став дружнім персонажем, хоча про покарання все ще можна почути в піснях Сінтерклааса.